# Resilon
Resilon je sintetički materijal na bazi smole (Resilon-Pentron Corp.,Wallingford, CT, USA), koji se koristi u endodonciji kao alternativni opturacioni materijal za ispunu koren zuba. Proizveden je sa ciljem da prevaziđe nedostataak gutaperke i konvencionalnih pasti za opturaciju zubnog kanala.
Na osnovu dosadašnjih istraživanja što se tiče čvrstoće veze, čini se da je gutaperka superiornija od resilona; ali što se tiče sposobnost zaptivanja (opturacije) resilon se, bez obzira na metodu evaluacije,pokazao bolji od gutaperke.

## Istorija
Resilon se za upotrebu (sa odgovarajućim silerima) na dentalnom tržištu pojavio 2004. godine, pod fabričkim nazivom Epiphany (Pentron Clinical technologies, USA) odnosno RealSeal (SybronEndo, CA, USA).

## Opšte informacije
Pozadina i ciljevi
Kako idealan materijal za punjenje korenskih kanala nije postojao do početka 21. veka, trebalo je naći materijal koji bi u potpunosti ispunio celi prostor korenskog kanala i blokirao komunikaciju između unutrašnjosti korenskog kanala i njegovih okolnih tkiva. Takođe trebalo je pronaći i materijal koji je netoksičan, nekancerogen, negenotoksičan, biokompatibilan, nerastvorljiv u tkivnim tečnostima i dimenzionalno stabilna. Materijal koji se može vezati na dentin, i tako sprečiti curenje i poboljšati sposobnost materijhala za zaptivanja korenskog kanala nakon njegovog punjenjenja.
Tako je razvijen resilon, kao alternativa gutaperki i drugim materijalima, za opturaciju korenskog kanala, koji je jednim delom otkloni napred navedene nedostatke, odnosno nemogućnost adhezije između gutaperke i silera, kao i nemogućnost silera da se veže za dentin kanala korena. Tako je nastao materijala na bazi metakrilatne smole, u kombinaciji sa adhezivnim tehnologijama pozajmljenim iz restaurativne stomatologije.
Resilon, koji je na bazi termoplastičnog poliestera, vezuje se za opturacionu pastu na bazi metakrilatne smole, koja se sa druge strane adhezivno vezuje za dentin kanala korena i na taj način formira „monoblok” koji poboljšava zaptivanje, ali prema nekim istraživanjima i ojačava koren zuba. Tako nastalo sredstvo obezbedilo je dodatno zaptivanje kanalnog sistema zuba, i ujedno predstavlja barijeru bakterijama iz oralne sredine, ukoliko bi se vremenom koronarna restauracija zuba smanjila ili izgubila.
Sastav
Sintetički polimer, polikaprolakton (PCL) glavna je komponenta resilona, odgovorna za termoplastična svojstva ovog materijala. Poen resilona sačinjen je od polikaprolaktonskog (PCL) i uretan-dimetakrilatnog (UDMA) matriksa, bioaktivnog stakla i radiokontrastnih punioca (bizmut oksihlorid i barijum-sulfat). Sadržaj punioca u resilon konusu iznosi težinski oko 65%.
Sintetički polimer, polikaprolakton (PCL) glavna je komponenta resilona, koja je odgovorna za termoplastična svojstva ovog materijala.
Dimetakrilatni monomeri unutar polimera polikaprolaktona omogućavaju ostvarivanje veze resilon poena sa odgovarajućim silerima na bazi metakrilatnih smola.
Oblik i način primene
Oblik u kom se nalazi resilon, kao i način rukovanja sa resilonom je praktično isti kao i za
gutaperku i može se koristiti u kombinaciji sa hladnim i toplim tehnikama opturacije.
Slično gutaperki, poeni resilona dostupni su u obliku master poena; u svim ISO standardnim veličinama i različite koničnosti (0,02, 0,04, i 0,06), kao i u obliku akcesornih poena. Takođe, resilon postoji i u formi štapića, koji se koriste za termoinjekcione metode opturacije.
Dobre strane
Resilon ima dobre mehaničke osobine, nisku viskoznost i nisku tačku topljenja. koja je slična tački topljenja gutaperke (60°C). Međutim, resilon ima značajno veći kapacitet kondukcije toplote, i veću termoplastičnost, pa izložen dejstvu toplote bilo direktno, ili tokom trenja rotirajućih instrumenata, može da ispolji veću fluidnost (“tečenja”) u odnosu na gutaperku.  Ovo može da utiče na brže uklanjanje resilona tokom ponovne intervencije (retretmana).

## Literatura
- D. J. Shanahan & H. F. Duncan (2011). „Root canal filling using Resilon: a review”. BDJ. 211 (2): 81—88. PMID 21779066. doi:10.1038/sj.bdj.2011.573.
- Teixeira, Fabricio B.; Teixeira, Erica C.N.; Thompson, Jeffrey Y.; Trope, Martin (2004). „Fracture resistance of roots endodontically treated with a new resin filling material”. J Am Dent Assoc. 135 (5): 646—652. PMID 15202759. doi:10.14219/jada.archive.2004.0255.
- Limkangwalmongkol S, Burtscher P, Abbot P, Sandler A, Bishop B (1991). „A comparative study of the apical leakage of four root canals sealers and laterally condensed gutta percha.”. J Endod. 17 (10): 495—499. PMID 1812194. doi:10.1016/S0099-2399(06)81797-8.
- Onay E O, Ungor M, Ari H, Belli S, Ogus E (2009). „Push-out bond strength and SEM evaluation of new polymeric root canal fillings”. Oral Surg Oral Med Oral Pathol Oral Radiol Endod. 107 (6): 879—885. PMID 19386522. doi:10.1016/j.tripleo.2009.01.023.

## Spoljašnje veze
- Resilon™ Obturation Material (језик: енглески)

|  | Molimo Vas, obratite pažnju na važno upozorenje u vezi sa temama iz oblasti medicine (zdravlja). |